# إل بارت دي يوبريغات
بلدية البرات دي يوبريغات (بالكاتالانية: el Prat del Llobregat) هي إحدى بلديات مقاطعة برشلونة، والتي تقع في منطقة كاتالونيا، شرق إسبانيا.
يبلغ عدد سكانها 62.663 نسمة وفقاً لإحصائية سنة (2007).

## المناخ
يظهر الجدول التالي التغييرات المناخية على مدار السنة لإل بارت دي يوبريغات:
| البيانات المناخية لـإل بارت دي يوبريغات               | البيانات المناخية لـإل بارت دي يوبريغات | البيانات المناخية لـإل بارت دي يوبريغات | البيانات المناخية لـإل بارت دي يوبريغات | البيانات المناخية لـإل بارت دي يوبريغات | البيانات المناخية لـإل بارت دي يوبريغات | البيانات المناخية لـإل بارت دي يوبريغات | البيانات المناخية لـإل بارت دي يوبريغات | البيانات المناخية لـإل بارت دي يوبريغات | البيانات المناخية لـإل بارت دي يوبريغات | البيانات المناخية لـإل بارت دي يوبريغات | البيانات المناخية لـإل بارت دي يوبريغات | البيانات المناخية لـإل بارت دي يوبريغات | البيانات المناخية لـإل بارت دي يوبريغات |
| الشهر                                                 | يناير                                   | فبراير                                  | مارس                                    | أبريل                                   | مايو                                    | يونيو                                   | يوليو                                   | أغسطس                                   | سبتمبر                                  | أكتوبر                                  | نوفمبر                                  | ديسمبر                                  | المعدل السنوي                           |
| ----------------------------------------------------- | --------------------------------------- | --------------------------------------- | --------------------------------------- | --------------------------------------- | --------------------------------------- | --------------------------------------- | --------------------------------------- | --------------------------------------- | --------------------------------------- | --------------------------------------- | --------------------------------------- | --------------------------------------- | --------------------------------------- |
| متوسط درجة الحرارة الكبرى °م (°ف)                     | 12.8 (55.0)                             | 13.8 (56.8)                             | 15.3 (59.5)                             | 17.8 (64.0)                             | 20.9 (69.6)                             | 24.6 (76.3)                             | 27.3 (81.1)                             | 27.4 (81.3)                             | 25.4 (77.7)                             | 21.5 (70.7)                             | 17.0 (62.6)                             | 13.7 (56.7)                             | 19.8 (67.6)                             |
| المتوسط اليومي °م (°ف)                                | 8.4 (47.1)                              | 9.2 (48.6)                              | 11.2 (52.2)                             | 13.5 (56.3)                             | 16.4 (61.5)                             | 20.4 (68.7)                             | 23.0 (73.4)                             | 23.3 (73.9)                             | 21.4 (70.5)                             | 17.2 (63.0)                             | 12.7 (54.9)                             | 9.6 (49.3)                              | 15.5 (59.9)                             |
| متوسط درجة الحرارة الصغرى °م (°ف)                     | 4.1 (39.4)                              | 4.5 (40.1)                              | 7.2 (45.0)                              | 9.2 (48.6)                              | 12.0 (53.6)                             | 16.3 (61.3)                             | 18.8 (65.8)                             | 19.2 (66.6)                             | 17.3 (63.1)                             | 13.0 (55.4)                             | 8.4 (47.1)                              | 5.4 (41.7)                              | 11.3 (52.3)                             |
| المصدر: Sistema de Clasificación Bioclimática Mundial |                                         |                                         |                                         |                                         |                                         |                                         |                                         |                                         |                                         |                                         |                                         |                                         |                                         |

## توأمة
لإل بارت دي يوبريغات اتفاقيات توأمة مع كل من:
- جاروفايلاس دي الكونيتار
- Gibara [الإنجليزية]‏
- Kukra Hill [الإنجليزية]‏

## أعلام
- ألفرد غارسيا
- جوردي يوبارت ريباس
- ليديا بوش
- مارتا غارسيا مارتن
- جوسيب مارين سوسبيدرا